# Moïsseï Ostrogorski
Moïsseï Iakovlévitch Ostrogorski (également Ostrogorsky; russe : Моисе́й Я́ковлевич Острого́рский; biélorusse : Майсе́й Я́каўлевiч Aстрaго́рскi; 1854 – 1921) est un homme politique, politologue, historien, juriste et sociologue russe. Avec Max Weber et Robert Michels, il est considéré comme l'un des fondateurs de la sociologie politique, en particulier dans le domaine des théories sur les systèmes de partis et des partis politiques. Ostrogorski a noté que la loyauté envers les partis est souvent comparable à la loyauté à l'égard de la religion. Il a été membre de la première Douma d'État de l'Empire russe représentant la province de Grodno en 1906-1907.

## Biographie
Moïsseï Ostrogorski naît dans une famille juive de la province de Grodno (aujourd'hui en Biélorussie). Après avoir suivi des études de droit à l'Université d'État de Saint-Pétersbourg, il travaille pour le ministère de la justice russe.
Ostrogorski représente la province de Grodno dans la Première Douma (le Parlement de l'Empire russe).
Dans les années 1880, il se rend à Paris et étudie à l'École libre de sciences politiques, où il a écrit sa thèse de doctorat Les origines du suffrage universel (1885). Pendant son séjour en France, Ostrogorski s'imprègne de la pensée politique française, méfiante à l'égard d'un État tout-puissant, au contact de penseurs tels que Comte, Durkheim, Tocqueville, Saint-Simon et Proudhon.
Il voyage aux États-Unis et en Grande-Bretagne. En 1902, il publie La Démocratie et l'organisation des partis politiques (à l'origine en français), où il compare le système politique des deux nations. Après son retour en Russie en 1906, il devient représentant à la Douma pour la province de Grodno. Il quitte la vie politique quand la Douma est dissoute lors de la Révolution russe.
En tant que penseur politique, il est reconnu en Occident, avant de l'être en Russie. Ostrogorski exercera une forte influence sur la pensée politique du XXe siècle.
Après avoir quitté la politique, il enseigne à l'Institut de neuropsychologie de Saint-Pétersbourg.
Il meurt à Petrograd le 10 février 1921.

### Travaux en sciences politiques
Le travail principal d'Ostrogorski est La Démocratie et l'organisation des partis politiques. Il relève un comportement de déterminisme dans la structure de l'organisation: « dès qu'un parti, même s'il est créé pour le plus noble objet, se perpétue lui-même, il a tendance à la dégénérescence », ce qui influencera les recherches ultérieures de Max Weber, Robert Michels et André Siegfried.
Ostrogorski est également l'auteur d'un livre sur l'égalité des sexes : La Femme au point de vue du droit public.
Il est aussi le découvreur d'un paradoxe qui peut se produire lors d'élections.

## Publications
En tant qu'avocat:
- The Legal Calendar (1876).
- The Cassation Practice for a Year (1881).

En tant qu'historien:
- Chronology of Russian History (1872).
- Chronology of General and Russian History (1873).
- Brief Chronology of General and Russian History (1873).
- History of Russia for National Schools (1891).
- The Textbook of Russian History for III Class of Grammar Schools (1891).

En tant que politologue:
- The Rights of Women. A Comparative Study in History and Legislation, Swan Sonnenschein, 1893, ASIN B0017ATBZ2
- La Démocratie et l'Organisation des Partis Politiques, 1903 ASIN B0017GB4II
  - La Démocratie et l'Organisation des Partis politiques, 1912 [Nouvelle édition, refondue]. ASIN B0017GEMIC
  - Democracy And The Organization Of Political Parties, 2 Vol., Macmillan And Company Limited., 1902 [Translated from the French by F. Clarke]. ASIN B0017AP8AE
- Democracy and the Party System in the United States, The Macmillan Company, 1910.

Articles:
- "Woman Suffrage in Local Self-Government," Political Science Quarterly, Vol. 6, No. 4, Dec., 1891.
- "The Introduction of the Caucus into England," Political Science Quarterly, Vol. 8, No. 2, Jun., 1893.
- "The Rise and Fall of the Nominating Caucus, Legislative and Congressional," The American Historical Review, Vol. 5, No. 2, Dec., 1899.